# ゲゲゲの鬼太郎 最強妖怪軍団!日本上陸!!
『ゲゲゲの鬼太郎 最強妖怪軍団!日本上陸!!』（ゲゲゲのきたろう さいきょうようかいぐんだん!にっぽんじょうりく）は、『東映まんがまつり』の一編として1986年7月12日に公開された。配給は東映。上映時間は49分。カラー、ワイド。『ゲゲゲの鬼太郎』第3期テレビシリーズの映画第3弾。

## 解説
1969年に『週刊少年マガジン』に連載された「妖怪反物」を原作に、3作連続で星山博之が脚本。監督は芹川有吾。
チーとの戦いでは、第3期テレビシリーズに登場した妖怪たちが元からの仲間（12話の座敷わらしなど）や和解した者（2話の鏡爺、14話のさざえ鬼、17話の毛羽毛現、19話の枕返しなど）も退治・封印した者（15話の雪ん子、22話の天邪鬼、24話の姑獲鳥など）も取り混ぜて総出演するのも今回の見せ場で、特に日本妖怪対中国妖怪の攻防シーンは各妖怪の個性が描かれている。
作画陣は第1作の山口泰弘が再び作画監督を担当し、宇田川一彦がサポートとして原画を担当。
2007年8月3日発売の「ゲゲゲの鬼太郎 劇場版DVD-BOX ゲゲゲBOX THE MOVIES」および2009年7月21日発売の「ゲゲゲの鬼太郎 THE MOVIES 2」に収録。
2018年4月1日よりテレビアニメ第6期が放送されるのを記念して、同年3月2日から同年5月14日まで本作がYouTubeの「東映アニメーション創立60周年公式YouTubeチャンネル」より配信された。

## ストーリー
那須高原にピクニックに行った天童家。ユメコは玄翁山の殺生石で中国の行商人から反物を買い、母・優子に綺麗な浴衣を作ってもらう。その理由は人間と妖怪の友好盆踊り大会に出るためであった。その準備中他に来るはずの妖怪の少数人が来ていなく、砂かけ婆も行方不明になっていた。
ぬりかべに盆踊り大会の案内状を持ってきたネコ娘は、待ち合わせしていたぬりかべが中国妖怪チーと名乗る老人に丸薬を飲まされ反物に変えられてしまった状況を見て恐怖を感じると同時に不審に思い、チーの後を追いかける。町でチーは反物を人々に安く売りさばき始めた。
その後山奥の洞窟に入っていきネコ娘はそこで恐ろしい光景を目撃する。それは天狗、黒怪物、妖犬、くしゃみの精、角端獣、山魈、画皮といった手下を引き連れて中国妖怪による日本征服と妖怪反物を使って人間を支配するという、チーの企みだった。チーがユメコや町の人々に売っていた反物は、ぬりかべや砂かけ婆を含め一つ残らず妖怪たちの変わり果てた姿「妖怪反物」だったのである。
そしてみるみる内に洞窟は崩れなんとか抜け出したネコ娘と丸毛はさらに恐ろしい光景を目の当たりした。洞窟のあった山が大爆発を起こし、代わりに中国妖怪の本拠地「妖怪城」が建っていた。急いで鬼太郎に知らせようとするものの、時はすでに遅く鬼太郎に妖怪反物で作った浴衣を見せようとしたユメコを始め、妖怪反物を買った町の人々はチーがキセルを吹いた途端に中国妖怪の僕となってしまった。
ネコ娘と丸毛の報告を受けた鬼太郎は一反木綿と共に丸毛の案内で妖怪城へ偵察に乗り込む。だが、チーはいち早く攻撃を察知し、万全の態勢を取って待ち構えていた。鬼太郎は懸命に闘うものの、チーの幻想術にやられて丸薬を飲まされて妖怪反物にされてしまった。
一反木綿と丸毛の報告を受け鬼太郎を失ったネコ娘たち。ねずみ男は逃げ出す始末。残った日本妖怪たちは子なき爺をリーダー、一反木綿を空軍指揮に日本中から仲間を集め、恐ろしい野望を打ち砕くための日本対中国による日中妖怪大戦争が始まった。
しかし中国妖怪軍は相当の強さでさらにチーの丸薬に日本妖怪の大半は妖怪反物にされてしまい、一反木綿も捕まって紐状に捩られる。ねずみ男は中国妖怪に寝返ろうとしたが反物を独り占めしようとしたところをチーに見つかり反物入れの中に閉じ込められてしまった。激戦の中、なんとか鬼太郎と砂かけ婆を取り戻し一時撤退した日本妖怪軍は、なんとか元に戻す方法はないかと考えていたその時、目玉親父は1000年以上前に中国よりやってきて以来、古井戸の中でメタンガスを吸って生きている井戸仙人なら元に戻す方法を知っているのではないかといい、急ぎ彼のいる井戸に向かった。井戸仙人は妖怪反物はドクダミの葉の汁をつけて揉み洗いし、干して乾かせば元に戻ると教え無事に2人の復活に成功した。
事情を聞いた鬼太郎は戦いを再開しようとしたが、その前にボスのチーは何者なのかと井戸仙人のガラス玉で調べると、奴は中国最強の妖怪金毛九尾の狐であった。金毛九尾の狐は300年前、玉藻前に化け鳥羽院の生命を奪おうとするも安部泰親に見破られ逃亡。その後、那須高原の玄翁山に逃げるも玄翁和尚の法力で封印され殺生石となったはずだった。だが実は、その時封印された金毛九尾の狐は姉で、チーは弟の銀毛九尾の狐であった。奴は姉の復讐のために日本にやってきたのだ。その時鬼太郎はユメコの危険を感じて飛び出した。
くしゃみの精の報告を受け鬼太郎の復活を知ったチーは今度は容赦しないと迎え撃つが、鬼太郎が帰ってきた日本妖怪軍は敵を次々と撃退し、忍びこんだ丸毛はねずみ男と一反木綿、そして反物にされた仲間の救出に無事に成功し脱出した。業を煮やしたチーは紙妖術を使い妖神竜を出す。鬼太郎たちは妖怪城の中に攻め込もうとするもユメコたち妖怪反物を着た人間に城の入り口を阻まれ手が出せない。その時妖神竜も現れさらに大苦戦をし一時後退する。
その頃妖怪城ではねずみ男に妖怪反物を盗まれたと知りチーは天狗と妖犬に追わせるも子なき爺と砂かけ婆に撃退された。ねずみ男と再会した鬼太郎は一反木綿と共に妖神竜と戦うも歯が立たない。丸毛から城で見た紙妖術の話を聞いた鬼太郎はオカリナでつるべ火、姥ヶ火、天火、海月の火玉を呼び出し妖神竜に反撃する。弱点を見破られたチーは画皮を使って火の妖怪たちを消そうとするも、鬼太郎は彼らを霊毛チャンチャンコに宿し松明にして画皮もろとも妖神竜に火を放った。
火の玉と化した妖神竜と画皮の墜落で大炎上する妖怪城、日本妖怪の勝利を確信したその時、燃える城から大量の狐火が出てきた。狐火はぐるりと1周しながら合体し9本の尻尾を持つ銀色の化け狐となった。チーが本性を表したのだ。チーは自らの体を煙のように変えながら敵に飛びかかる最後の術毒気を放った。これは妖怪が浴びると死ぬが、チーの配下になった人間には洗脳効果をより一層強める効果がある強力な技である。逃げ惑う鬼太郎たち。日本妖怪の運命をかけた最後の戦いが始まる。相手が煙となってしまい、闘いようがなくなった鬼太郎たちは逃げ場のない崖の下まで追い詰められる。猫娘、砂かけ婆、子なき爺は一反木綿に乗せられ崖上に避難したが、鬼太郎とねずみ男は毒気の前に取り残された。鬼太郎は鼻と口を塞ぎ、チャンチャンコで毒気を振り払う。ねずみ男は耐えきれず崖を駆け登るものの転落。しかし、ねずみ男が妖怪城から助け出した妖怪反物の他に、チーが妖怪反物を作る丸薬も一緒に盗み出していたのだ。ねずみ男が崖から転落した際にその丸薬がこぼれ落ち、毒気が一瞬怯む。そこへ一反木綿が戻ってきて、鬼太郎は一反木綿に乗り、丸薬の入った壺を毒気の上にばら蒔いた。すると毒気は悲鳴を上げ、みるみるうちに消えていき最後は「私の敗けだ」と言いながら、巨大な九尾狐の反物となってしまった。その途端、チーの術にかかっていた人間たちも元に戻った。反物にされていた妖怪たちも元に戻され、ユメコも新しい浴衣をあつらえてもらい、予定通り友好盆踊り大会が盛大に執り行われた。

## 登場人物

### 主要人物
鬼太郎
チーを阻止するために妖怪城へ向かうも反物にされた。
目玉
本作では茶碗風呂の水をネコ娘に飲まれるなど不憫な扱いを受けることが多い。
ねずみ男
半妖怪であることを口実に盆踊り大会の準備作業をすべてほかの妖怪たちに押し付けた。金以外には興味がないため、戦闘に参加せず一人で褌の白旗を掲げ中国妖怪に取り入る。だが反物の番人という待遇に不満を感じ、丸毛の説得で反物を盗んで逃げた。ラストの盆踊り大会では多数の露店を切り盛りするが、掛け持ちし過ぎて焼きもろこしを焦がしたり金魚すくいのプールに落ちたりしてしまう。
子泣き爺
本作では日本妖怪のリーダーを務める。ラストの盆踊り大会では、呼子と共に太鼓を打つ。
一反木綿
本作では日本妖怪の空軍指揮官を務める。妖怪城に入ろうとした時はあまり気乗りせず、鬼太郎が反物にされたことにより恐れをなして逃げ出した。さらに自分が反物であることをすっかり忘れて「反物にされちゃかなわん」と言い訳し、ネコ娘から「あんたは元から反物でしょ」と言われた。ラストの盆踊り大会では、ふらり火やうぶめと共に子供たちを乗せ飛び回る。
ぬりかべ
待ち合わせの場所で大好物のヤマブドウを食べていたところ、チーに騙され反物にされる。戦闘では活躍機会がないが、ラストの盆踊り大会では的当てゲームの的になる。
砂かけ婆
盆踊り大会の実行委員を務める。ぬりかべに続いて反物にされてしまう。
ネコ娘
盆踊り大会の案内状を持ってきたところでぬりかべがチーに反物にされるのを目撃する。さらにチーの悪だくみを聞く。戦闘時は自慢の爪がボロボロになったり、鼻や尻を敵妖怪に噛みつかれるなど苦戦を強いられる。井戸仙人に惚れられてしまい、ラストの盆踊り大会では無理やり踊りを一緒にするはめになる。

### 人間
天童ユメコ
チーから買った反物で作った浴衣を着て、チーに操られる。
天童星郎
ユメコの浴衣を「かっこいい」と褒めるも、チーに操られたことに気づかず、無視されたと思いながら去った。盆踊り大会では、ねずみ男の露店で綿あめをもらっていた。
天童優子
チーから買った反物で浴衣を作って、ユメコに着せる。盆踊り大会では、改めて（普通の布で）ユメコの浴衣を一晩かけて作ったと語られている。
主婦
チーから妖怪反物を買い、チーの言いなりとなった。

### 鬼太郎の味方
ダルマ
自分たちに仕事を押し付けるねずみ男に文句を言っていた。山魈を殴り倒すも黒怪物に捕まり打ち飛ばされ、その際にチーの放った丸薬を飲んで反物にされた。ラストの盆踊り大会では、子だるまと共に盆踊りを踊っていた。
呼子
山魈や角端獣と戦うも敗走。鬼太郎の復活後は、砂かけ婆やネコ娘と共に中国妖怪に立ち向かった。
火でり神
盆踊り大会の準備では看板を描く。野づちと手を組む。画皮に雲を吹き飛ばされ、チーに丸薬を飲まされ敗北。
丸毛
妖怪城が出てきたことでネコ娘の下敷きになりながらも、鬼太郎に知らせるよう伝授した。反物騒動でねずみ男に「反物にされたって雑巾ぐらいにしかならない」と言われた。妖怪城攻めでは潜入活動で活躍する。ラストの盆踊り大会では、目玉おやじと一体となって盆踊りを踊っていたが、連携がうまくいってなかった。
天邪鬼
本作では鬼太郎たちに味方して山魈と戦うも逆にやられ、反物にされた。
ばけ傘
空軍の一員として数体登場。画皮に吹き飛ばされ敗北。一体だけ残ったが、逃げ遅れた。ラストの盆踊り大会では、ぬりかべの的当てゲームで呼び込みを務める。
くらげ火
「炎の妖怪五人衆」の一員。つるべ火、姥火、天火と共に鬼太郎を助ける。ラストの盆踊り大会にも、他の3人と共に登場。
かまいたち
角端獣と戦うも投げ飛ばされ敗北。
野づち
ひでり神と手を組む。ひでり神の敵を取るために吸い込み攻撃をするも、チーに丸薬を3粒ほど飲まされ敗北。
井戸仙人
ゲゲゲの森に住む仙人。反物にされた鬼太郎と砂かけ婆を元に戻した。ラストの盆踊り大会では、ネコ娘と社交ダンスを踊る。

### 中国妖怪
雑兵
多数が登場。甲冑と矛で武装。
天狗（てんぐ）
チーの側近。反物にされた妖怪を保管している。
妖犬（ようけん）
チーの側近で、犬の顔をした妖怪。
山魈（さんしょう）
小柄の割に体が頑丈で力も強い。雑兵を率いる。
黒怪物（くろかいぶつ）
全身が黒い巨体の獣人。巨大化や怪力が得意。
くしゃみの精
一つ目の黒い妖怪。分裂や合体が得意。
角端獣（かくたんじゅう）
麒麟の一種で本来は九尾の狐同様に霊獣だが、今作では悪役。言葉は話さない。
画皮（がひ）
巨大な顔だけの空飛ぶ妖怪で、口から黒い強風を出したり頑丈で素早い強敵。言葉は話さない。
妖神（ようじん）
空飛ぶ巨大な龍で、毛針を呑み込んで吐き返す。正体はチーの妖術で絵から実体化した紙の精なので火に弱い。
チー
中国妖怪のリーダー。妖怪に丸薬を飲ませて反物に変える。正体はかつて日本・中国・インドで猛威を振るった九尾の狐・玉藻前の弟。

## スタッフ
- 製作総指揮 - 今田智憲
- プロデューサー - 横山賢二
- 原作 - 水木しげる
- 脚本 - 星山博之
- 音楽 - 川崎真弘
- 撮影監督 - 白井久男
- 編集 - 吉川泰弘
- 録音 - 蔵本貞司
- 美術監督 - 内川文広
- 作画監督 - 山口泰弘
- 製作担当 - 松下健吉
- 監督 - 芹川有吾
- 原画 - 宇田川一彦、清山滋崇、越智一裕、稲野義信、直井正博、増田信博、門脇孝一、小山りょう、篠崎俊克、森田奈苗、河野宏之
- 動画 - 加野晃 他
- 動画チェッカー - 山田雄二
- 検査 - 坂本陽子
- 特殊効果 - 朝沼清良
- 撮影チーフ - 大藤哲生
- 音響効果 - 今野康之
- 選曲 - 田中英行
- ネガ編集 - 福光衣久子
- 仕上進行 - 竹林直秀
- 美術進行 - 御園博
- 助監督 - 芝田浩樹、渡辺健一郎
- 製作進行 - 井出信一、上村康宏
- 記録 - 竹澤裕美子
- 録音スタジオ - タバック
- 現像 - 東映化学
- 製作 - 東映動画

## キャスト
- 鬼太郎：戸田恵子
- 目玉：田の中勇
- ねずみ男：富山敬
- 児泣きじじい：永井一郎
- 一反もめん：八奈見乗児
- ぬりかべ：屋良有作
- 砂かけばばあ：江森浩子
- ネコ娘：三田ゆう子
- 天童ユメコ：色川京子
- 天童星郎：高坂真琴
- 天童優子：川浪葉子
- ダルマ：大竹宏
- 呼子：杉山佳寿子
- 火でり神：はせさん治
- 丸毛：塩屋翼
- 天邪鬼：佐藤正治
- ばけ傘：小林通孝
- くらげ火：小野坂昌也
- 主婦A：加藤雅子
- 主婦B：小口久仁子
- 主婦C：松井摩味
- 井戸仙人：青野武
- 天狗：若本紀昭
- 妖犬：戸谷公次
- 山魈：小宮山清
- 黒怪物：塩屋浩三
- くしゃみの精：丸山裕子
- チー：宮川洋一
  - 声優協力：青二プロダクション

## 主題歌
オープニングテーマ
- ゲゲゲの鬼太郎
  - 作詞：水木しげる 作曲：いずみたく 編曲：野村豊 歌：吉幾三

エンディングテーマ
- おばけがイクゾー
  - 作詞・作曲：吉幾三 編曲：野村豊 歌：吉幾三

挿入歌
- 鬼太郎音頭
  - 作詞：浦川しのぶ 作曲・編曲：川崎真弘 歌：戸田恵子
  - 「浦川しのぶ」とは、本作プロデューサー・横山賢二の筆名。

## 同時上映
- キャプテン翼 世界大決戦!!Jr.ワールドカップ
- メイプルタウン物語
- ハイスクール!奇面組